# São Félix do Xingu
São Félix do Xingu é um município brasileiro do estado do Pará. Localiza-se a 1050 quilômetros da capital do estado. Possui área de 84 213 km².

## História

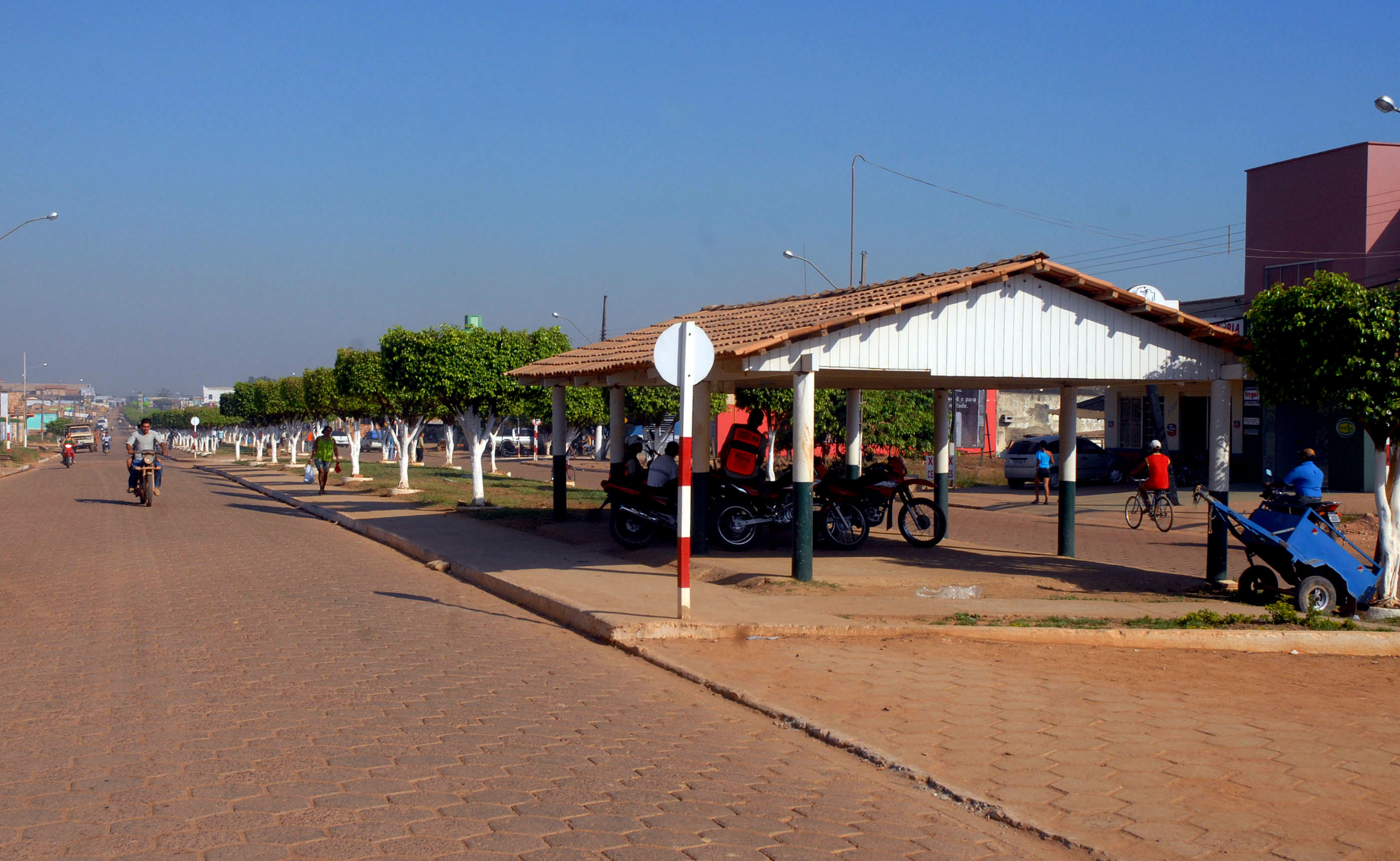
Av. Rio Xingu.

A História do município de São Félix compreende tradicionalmente o período entre a colonização no início do século XX e os dias atuais.
Anteriormente á colonização o território do município de São Félix do Xingu era habitado por diversos povos indígenas, dentre os quais destacam-se os Caiapós, Araras, Arauetés, Paracanãs e Asurinis. Segundo o Museu Goeldi, sua presença, e de diversos outros povos tradicionais nestas terras, data de muito tempo, ao menos 9.500 anos.
Estes povos, muito embora ainda possuam grandes áreas sob seus domínios, foram pilhados, mortos e forçados ao trabalho pelo elemento colonizador que atravessou pela área do município ao longo do tempo.

### Colonização
A primeira colonização efetiva de São Félix do Xingu, isto é, aquela que procurou estabelecer-se nesta região foi encabeçada pelo coronel da Guarda Nacional, Tancredo Martins Jorge. O coronel Martins Jorge deslocou-se da Bahia com seus familiares em busca de oportunidades econômicas. Seu grupo aportou primeiramente em Altamira, depois continuaram a subir o Xingu até chegar á jusante do Rio Fresco.
De frente a confluência destes rios o coronel decidiu erguer seu acampamento e em 20 de novembro de 1900 inaugura uma pequena capela em homenagem á Félix de Valois na Ilhota São Félix (pequena ilha no rio Xingu), orago do qual era devoto. Tal data que é reconhecida como a fundação do povoado.
O povoado da Ilhota desenvolveu-se basicamente graças ao extrativismo vegetal, com destaque a extração efetuada na Hevea brasiliensis e na Castilla ulei. Era o período áureo da borracha e a casa comercial do coronel Martins Jorge funcionava como um barracão de aviamento.

### Transferência da colônia e emancipação
Em 1914 os seringalistas mudaram a colônia da Ilhota para a margem esquerda do rio Xingu na confluência com o rio Fresco, na região denominada de Boca do Rio. A localidade passou a ser conhecida pelo nome de "São Félix da Boca do Rio".
As atividades relacionadas á borracha tiveram uma forte queda com a crise que atingiu o setor durante a década de 1910, deixando assim a vila em sérias dificuldades econômicas. Tal fato deu espaço ao surgimento de outros segmentos como o da exploração da castanha-do-brasil, da extração de gemas e metais preciosos e da pequena pecuária.
Com o crescimento populacional e econômico de São Félix, em 31 de dezembro de 1936 foi elevado á condição de distrito do município do Xingu (hoje Altamira).
Em 29 de dezembro de 1961, durante o governo de Aurélio do Carmo, por meio da Lei nº 2.460, foi criado o município de São Félix do Xingu, com área desmembrada do município de Altamira. O município só foi formalmente instalado em 10 de abril de 1962, data em que é comemorado seu aniversário.

### Abertura da PA-279
Na década de 1970 é pela primeira vez proposta a ligação rodoviária de São Félix com o restante do território nacional, como parte da doutrina de segurança nacional e de ocupação dos vazios demográficos, vigentes durante a ditadura militar no Brasil. A proposta culminou na inauguração em 1976 da rodovia estadual PA-279, ligando Xinguara á São Félix do Xingu, além das localidades ao longo do percurso.
A inauguração da rodovia trouxe um imenso fluxo de pessoas para a região, que causou dentre outras coisas uma intensa especulação em torno da posse da terra. Vários conflitos entre posseiros e grileiros, pequenos proprietários rurais e latifundiários se sucederam em consequência da abertura da rodovia.
Várias atividades econômicas foram trazidas no âmbito da PA-279, entre as quais vale destacar a exploração madeireira e a agropecuária. Ambas tornaram-se desde a década de 1980 o motor econômico do município.

### Fatos recentes
Em 2011 São Félix participou ativamente com todo o sudeste do Pará, da consulta plebiscitária que definiu sobre a divisão do estado do Pará. Desde a sua fundação São Félix insere-se como parte da proposta do estado do Carajás, tanto que o município é filiado ao principal organismo de luta pela causa na região, a "Associação dos Municípios do Araguaia e Tocantins Carajás".
Embora a expressiva votação favorável no plebiscito em São Félix, tendo alcançado entre a população local mais de 90% de aprovação pela criação do estado do Carajás, o peso da região de Belém se fez maior, e se sobrepôs ao anseio local. Entretanto, mesmo com a derrota na votação, o município continua, juntamente com a região, a pleitear a separação para criação do estado do Carajás.
Em 2019 foi cooficializada a língua caiapó no município.

## Geografia

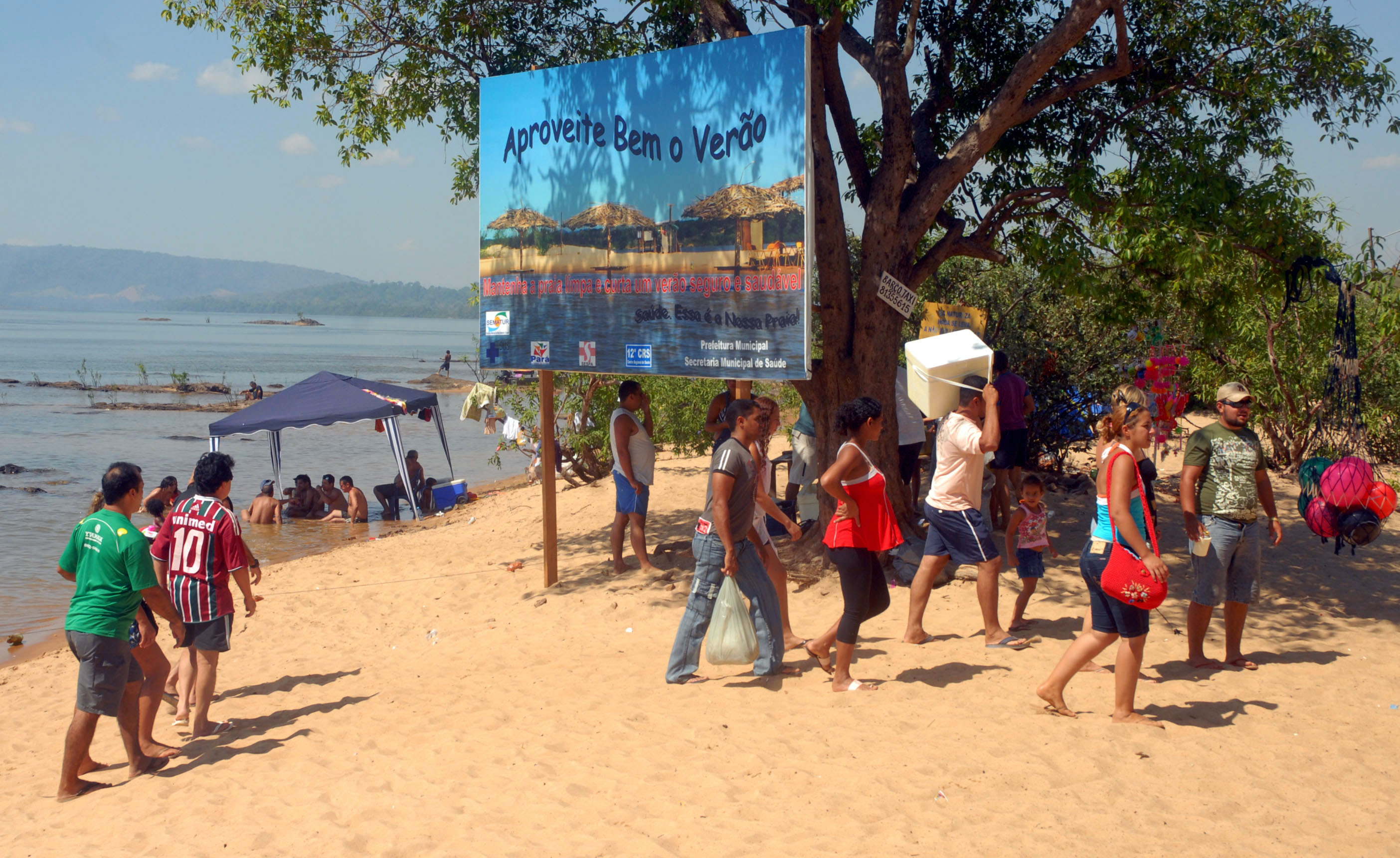
Praia do Porco.

Localiza-se a uma latitude 06º38'41" sul e a uma longitude 51º59'42" oeste, estando a uma altitude de 220 metros.
Sua população estimada em 2017 era de 124. 806 habitantes.
Possui uma área de 84213,39 km².
Atualmente, além da sede, o município é constituído por seis distritos: Taboca, Nereu, Lindoeste, Sudoeste, Ladeira Vermelha e Teilândia.

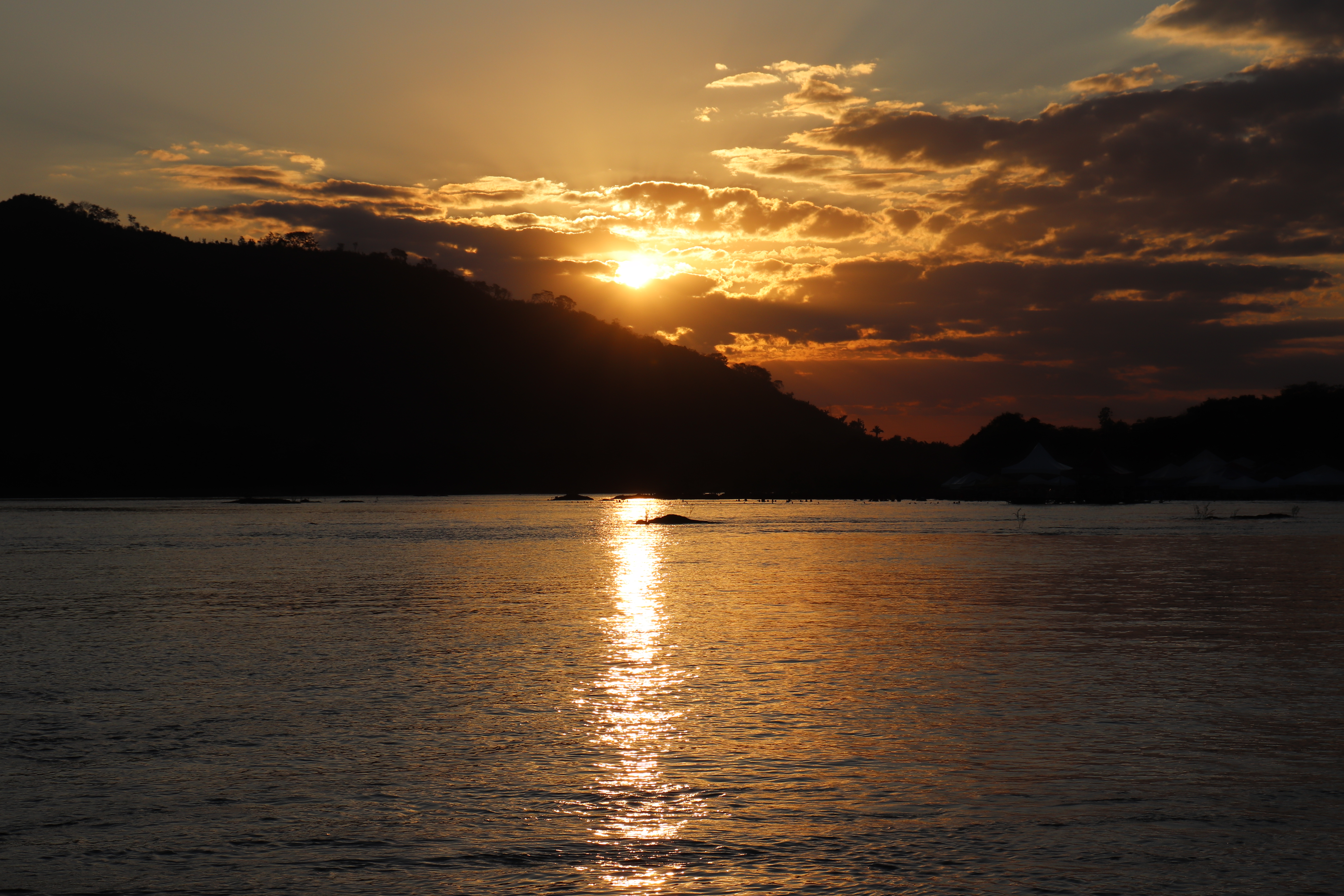
Pôr do sol no rio Xingu.

### Hidrografia
São Félix do Xingu é rodeado por vários rios. Os dois principais são os rios Fresco e o Xingu que são atrações turísticas do município.
Estes também são usados para pesca e transporte no período da cheia.

### Clima
Segundo dados do Instituto Nacional de Meteorologia (INMET), referentes ao período de setembro a 1972 a dezembro de 1996 e a partir de novembro de 2003, a menor temperatura registrada em São Félix do Xingu foi de 8,6 °C em 29 de julho de 1975 e a maior atingiu 39,2 °C em 21 de agosto de 2020. O maior acumulado de precipitação em 24 horas chegou a 174 mm em 8 de março de 1987. Outros acumulados iguais ou superiores a 100 mm foram: 138,2 mm em 6 de janeiro de 1996, 133,2 mm em 25 de dezembro de 1989, 130 mm em 16 de abril de 1988, 129,2 mm em 3 de fevereiro de 1995, 117,8 mm em 28 de fevereiro de 1978, 109,8 mm em 28 de março de 1991, 103,4 mm em 23 de abril de 1978, 101 mm em 11 de fevereiro de 1992 e 100,4 mm em 26 de junho de 1994.
| Dados climatológicos para São Félix do Xingu | Dados climatológicos para São Félix do Xingu | Dados climatológicos para São Félix do Xingu | Dados climatológicos para São Félix do Xingu | Dados climatológicos para São Félix do Xingu | Dados climatológicos para São Félix do Xingu | Dados climatológicos para São Félix do Xingu | Dados climatológicos para São Félix do Xingu | Dados climatológicos para São Félix do Xingu | Dados climatológicos para São Félix do Xingu | Dados climatológicos para São Félix do Xingu | Dados climatológicos para São Félix do Xingu | Dados climatológicos para São Félix do Xingu | Dados climatológicos para São Félix do Xingu |
| Mês | Jan                                          | Fev                                          | Mar                                          | Abr                                          | Mai                                          | Jun                                          | Jul                                          | Ago                                          | Set                                          | Out                                          | Nov                                          | Dez                                          | Ano                                          |
| --- | -------------------------------------------- | -------------------------------------------- | -------------------------------------------- | -------------------------------------------- | -------------------------------------------- | -------------------------------------------- | -------------------------------------------- | -------------------------------------------- | -------------------------------------------- | -------------------------------------------- | -------------------------------------------- | -------------------------------------------- | -------------------------------------------- |
| Temperatura máxima recorde (°C) | 36,2                                         | 34,9                                         | 35                                           | 35                                           | 35,6                                         | 36,2                                         | 37,4                                         | 39,2                                         | 38,4                                         | 37,8                                         | 37                                           | 35,8                                         | 39,2                                         |
| Temperatura máxima média (°C) | 31                                           | 30,9                                         | 31                                           | 31,6                                         | 32,2                                         | 32,6                                         | 33,5                                         | 34,2                                         | 33,6                                         | 32,7                                         | 32,1                                         | 31,3                                         | 32,2                                         |
| Temperatura média compensada (°C) | 25,1                                         | 25                                           | 25,2                                         | 25,4                                         | 25,6                                         | 25,3                                         | 25,3                                         | 25,9                                         | 26,1                                         | 25,8                                         | 25,7                                         | 25,1                                         | 25,5                                         |
| Temperatura mínima média (°C) | 20                                           | 20                                           | 20                                           | 20,3                                         | 20,1                                         | 18,7                                         | 17,9                                         | 18,6                                         | 19,9                                         | 20,1                                         | 20,3                                         | 19,9                                         | 19,7                                         |
| Temperatura mínima recorde (°C) | 12                                           | 12                                           | 11,3                                         | 14,5                                         | 11,2                                         | 10,5                                         | 8,6                                          | 9                                            | 11                                           | 12                                           | 12,6                                         | 11,5                                         | 8,6                                          |
| Precipitação (mm) | 280,8                                        | 295,1                                        | 322,6                                        | 242,9                                        | 109,6                                        | 38,1                                         | 10,6                                         | 48,9                                         | 135,3                                        | 172,2                                        | 169,3                                        | 215,8                                        | 2 041,2                                      |
| Dias com precipitação (≥ 1 mm) | 19                                           | 19                                           | 21                                           | 18                                           | 10                                           | 4                                            | 2                                            | 4                                            | 9                                            | 13                                           | 13                                           | 17                                           | 149                                          |
| Umidade relativa compensada (%) | 87,1                                         | 86,8                                         | 86,9                                         | 85,7                                         | 84,1                                         | 81,5                                         | 78                                           | 77,1                                         | 79,7                                         | 82,7                                         | 84,3                                         | 86,4                                         | 83,4                                         |
| Insolação (h) | 88,6                                         | 76,2                                         | 82,8                                         | 108,4                                        | 161,7                                        | 187,7                                        | 217,1                                        | 137,4                                        | 129,4                                        | 119,5                                        | 109,9                                        | 88,6                                         | 1 507,3                                      |
| Fonte: Instituto Nacional de Meteorologia (INMET) (normal climatológica de 1981-2010; recordes de temperatura: 01/09/1972 a 31/12/1996 e 18/11/2003-presente) |                                              |                                              |                                              |                                              |                                              |                                              |                                              |                                              |                                              |                                              |                                              |                                              |                                              |

## Infraestrutura

### Transportes
O município é servido pela rodovia PA-279, asfaltada até o perímetro urbano da sede no final de 2013. Esta rodovia liga o município às cidades de Tucumã, Ourilândia do Norte, Água Azul do Norte e Xinguara.
O principal aeródromo municipal é o aeroporto de São Félix do Xingu, que faz voos comerciais somente para localidades paraenses.
Em relação ao transporte hidroviário, São Félix dispõe de dois portos de médio porte na sede municipal, sendo o principal o porto do Rio Fresco, que liga-se com o porto da Balsa-Fresco, ambos na margem do rio Fresco, que dá acesso à vicinal PA Tancredo Neves. O outro porto da sede municipal é o porto de São Félix, que liga-se na margem oposta com o porto da Balsa-São Félix, ambos no rio Xingu, que dá acesso à vicinal PA Xada. Esses portos são especializados em embarque e desembarque de produtos alimentícios, pesqueiros e translado de veículos e pessoas.

### Educação
O município abriga um dos campus da Universidade Federal do Sul e Sudeste do Pará (UNIFESSPA), a principal instituição pública de ensino superior do sul e sudeste do Pará.

## Economia
A base da economia do município é a pecuária de corte, sendo que o o território xinguense possui o maior rebanho bovino do Brasil, com mais de 1,7 milhões de cabeças.
Outro vetor de crescimento econômico encontra-se na produção agrícola, centrada nas lavouras permanentes de banana e cacau, além das lavouras temporárias de milho, feijão e mandioca.
Já no aspecto industrial, o principal gerador de divisas está na mineração industrial, centrada na extração de cassiterita, níquel e cobalto. Já a mineração artesanal (ou garimpo) existe de maneira irregular na região, visto que os órgãos reguladores consideram a atividade um crime ambiental. O garimpo foca-se na extração do ouro.